# Vérossaz
Vérossaz é uma comuna da Suíça, situada no distrito de Saint-Maurice, no cantão de Valais. Tem 14,28 km² de área e sua população em 2018 foi estimada em 770 habitantes.